# Heilbronner Dachsteinunglück

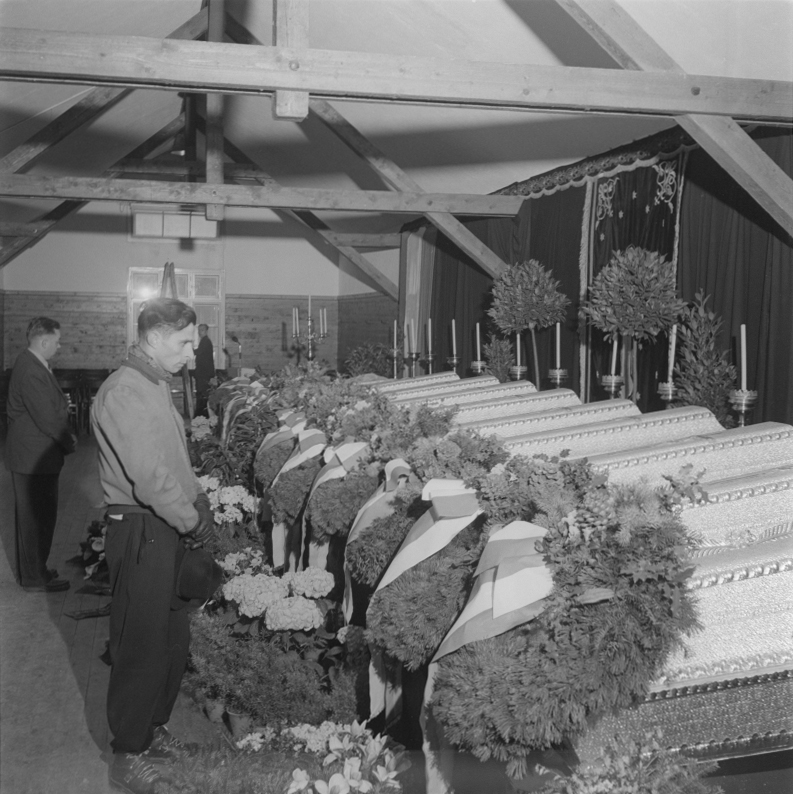
Aufbahrung in der Obertrauner Sporthalle (27. April 1954)

Das Heilbronner Dachsteinunglück war ein Ereignis im April 1954, bei dem zehn Schüler und drei Lehrer aus Heilbronn in einem Schneesturm am Dachsteinmassiv in Oberösterreich ums Leben kamen.

## Bergunfall
In der Karwoche des Jahres 1954 verbrachte eine rund 150-köpfige Reisegesellschaft aus Heilbronn, darunter eine etwa 40-köpfige Gruppe von der Knabenmittelschule Heilbronn (heutige Dammrealschule) mit ihren Lehrern ihre Ferien in der Bundessportschule Obertraun. Die Gruppe plante dabei einige Bergwanderungen, unter anderem auf den Krippenstein, wo damals gerade die ersten beiden Sektionen der Seilbahn errichtet wurden.
Trotz ungünstiger Wetterlage wagte eine zunächst 14-köpfige Gruppe (zehn Schüler und vier Lehrer) am Gründonnerstag, 15. April 1954, unter Leitung des Lehrers Hans Georg Seiler den Aufstieg. Die Lehrerin Hildegard Mattes überlebte als Einzige das Unglück, da sie nach zwei Stunden Fußmarsch umgekehrt war. Die Gruppe wurde wiederholt gewarnt, so unter anderem von der Hüttenwirtin der Schönbergalm und zwei Arbeitern der Materialseilbahn, die von Stütze 5 kommend beim Abstieg waren; sie waren die letzten, welche die dreizehn Verunglückten noch lebend gesehen haben.
Nachdem die Gruppe am Abend nicht in ihre Unterkunft zurückgekehrt war, wurde noch in der Nacht eine Suchaktion gestartet. Erst am Osterdienstag fand man erste Spuren der Gruppe, am darauf folgenden Wochenende, dem 24. April, die ersten Toten und erst am 28. Mai, nach mehr als einem Monat, die beiden letzten Opfer der Tragödie, den Lehrer Seiler und den jüngsten Schüler der Gruppe. Die Suchaktion war eine der größten der alpinen Geschichte mit über 400 Bergrettern, Alpin-Gendarmen und freiwilligen Helfern.
Wie sich später herausstellte, war die Gruppe im Schneesturm vom Weg abgekommen und statt der Route zum Krippenstein zu folgen, lief sie in entgegengesetzter Richtung weiter bergauf. Orientierungslos und am Ende ihrer Kräfte, erfroren alle 13 Teilnehmer der Gipfelwanderung.

### Opfer

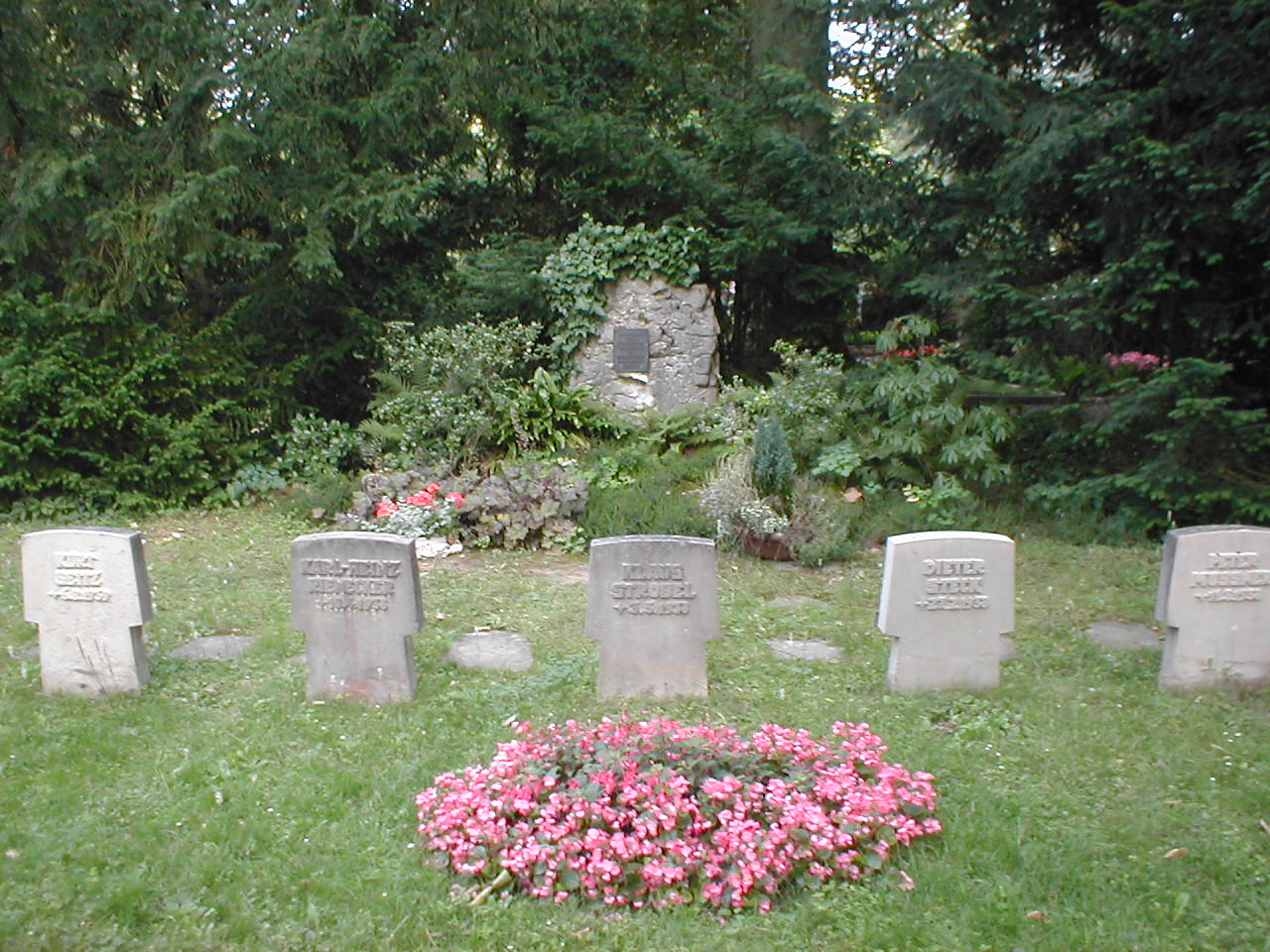
Opfergräber auf dem Hauptfriedhof in Heilbronn

- Willi Alfred Dengler, 16 Jahre, Schüler
- Herbert Adolf Kurz, 15 Jahre, Schüler
- Peter Lehnen, 15 Jahre, Schüler
- Peter Eberhard Mössner, 16 Jahre, Schüler
- Rolf Richard Mössner, 14 Jahre, Schüler
- Roland Georg Josef Rauschmaier, 15 Jahre, Schüler
- Karl-Heinz Rienecker, 16 Jahre, Schüler
- Hans Werner Rupp, 24 Jahre, Lehrer
- Hans Georg Seiler, 40 Jahre, Lehrer (in manchen Quellen Schreibweise: Sailer)
- Kurt Seitz, 14 Jahre, Schüler
- Dieter Steck, 16 Jahre, Schüler
- Klaus Josef Strobel, 15 Jahre, Schüler
- Christa Doris Vollmer, 24 Jahre, Lehrerin[7]

## Gedenken

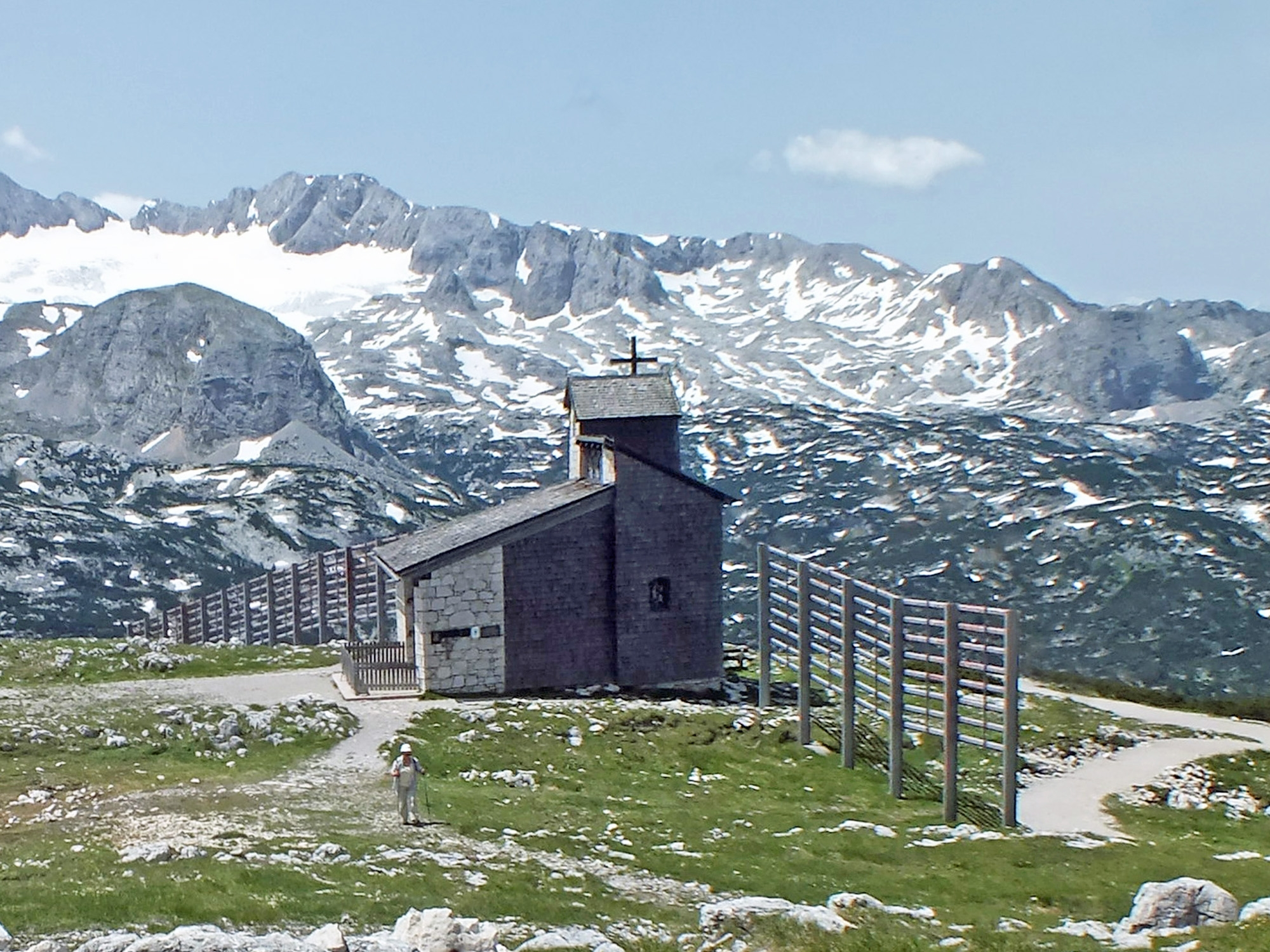
Kapelle am Krippenstein

Auf dem Heilbronner Hauptfriedhof wurde ein Gedenkstein errichtet. 1959 baute man auf dem Krippenstein eine kleine Kapelle, in der eine Glocke aus der Stadt Heilbronn aufgezogen wurde – dem Gedächtnis der Opfer gewidmet.
Das Heilbronner Kreuz, ein schlichtes Holzkreuz, wurde etwa an der Stelle der Auffindung der Toten errichtet, rund drei Kilometer südöstlich vom Krippenstein auf einer Höhe von 1959 Metern am Wanderweg zur Gjaidalm. Es ist über mehrere Wanderwege erreichbar.
Koordinaten: 47° 30′ 36,2″ N, 13° 43′ 18,5″ O
Der obersteirische Schriftsteller Peter Gruber versuchte in seinem Roman Tod am Stein (2006) eine literarische Annäherung an die Vorfälle, nachdem er sich für das Heilbronner Stadtarchiv jahrelang mit den Fakten auseinandergesetzt hatte.
Anlässlich des 60-jährigen Gedenkens komponierte Jochen Neurath Gefrorene Tränen, eine szenische Kantate für zwei Chöre, in der das Unglück musikalisch und szenisch verarbeitet wird. Sie wurde am 5. April 2014 in der Heilbronner Kilianskirche von dem Kammerchor des Mönchsee-Gymnasiums und dem Heilbronner Vokalensemble uraufgeführt.
60 Jahre nach dem Unglück gestaltete der ORF Oberösterreich eine Sendung aus der Reihe Erlebnis Österreich.

## Schuldfrage
Während der seit Jahrzehnten stattfindenden Gedenkfeiern wurde die Schuldfrage stets ausgeblendet. Anlässlich des 60-jährigen Gedenktages strahlte Servus TV am Karfreitag 2014 eine Dokumentation im Rahmen der Serie Retroalpin aus. In dieser bezieht der Filmemacher Hajo Baumgärtner eindeutig Stellung und weist Lehrer Hans Georg Seiler die Hauptverantwortung für das Unglück zu. Dieselbe Ansicht vertritt die Schwester des Opfers Klaus Josef Strobel, Beate Strobel-Müller. Für den Leiter des Heilbronner Stadtarchivs, Christhard Schrenk, ist jedoch die Frage nach der Schuld nicht zu beantworten.